# Stazione di Mitejima
La stazione di Mitejima (御幣島駅?, Mitejima-eki) è una stazione ferroviaria sotterranea della linea JR Tōzai di Ōsaka in Giappone.

## Linee

### Treni
- JR West
  - ■ Linea JR Tōzai